# Nedu
Nedu eller Neti var i mesopotamisk mytologi portvakt vid ingången till underjorden.